# 망절일랑
망절일랑(일본어: 網切 一郎 아미키리 이치로[*], あみきり いちろう, 1942년 9월 5일 ~ 2012년 8월 21일)은 대한민국의 농업인이다. 일본계 한국인으로, 도간 망절씨의 시조이다.

## 생애
경상남도 창원군 진해읍에서 일본인 경찰관 아미키리 요시우에몬과 한국인 여성 양두연 사이에 외아들로 태어났으며, 1945년 일제가 패망하면서 아버지가 본국으로 추방되자 외가의 성을 따서 양일랑(梁一郞)이라는 이름으로 성장했다. 진해 충무상업고등학교(현 진해세화여자고등학교 전신)를 중퇴한 후 부산축산협동조합에서 근무하다가 1965년 한일 국교 정상화 이후 NHK의 도움으로 일본 가고시마현 다네가섬에서 암으로 투병 중이던 아버지와 서신 교환을 시작하였고, 1968년 가족들과 일본으로 건너가 일본 국적을 회복하고 1969년 아버지가 사망할 때까지 일본에서 거주하였다.
그러나 아버지의 유산을 두고 일본인 사촌 등과 갈등을 겪었고, 곧 한국을 그리워하게 되면서 1970년 대한민국으로 돌아가 다시 대한민국 국적을 취득하고 경상남도 양산군에 자리를 잡았다. 이 때부터 일본식 이름의 한국식 한자 표기인 망절일랑이라는 이름을 사용하면서 가고시마현 관내의 지명을 한국어로 읽은 도간(島間)을 본관으로 삼았다.
양산군 동면에서 버섯 재배업을 시작한 그는 버섯 살균 방식을 연탄 보일러에서 폐유 재활용 보일러로 바꾸었으며, 1994년 새송이버섯 재배에 성공한 데 이어 2004년 홍삼새송이버섯, 2005년에는 고(高)미네랄 버섯 등 각종 기능성 버섯을 개발하였다.
운영하던 버섯농장이 택지개발 지구에 편입되자, 버섯 농사를 접고 일본에서 광합성 세균 농법을 도입하여 2010년에는 광합성 세균을 활용한 친환경 수경농법 상추 재배에 성공하였다.
2012년 8월 21일 양산시 동면에 소재한 자신의 농장에서 뇌졸중으로 별세하였으며, 그의 사후 농장은 둘째 아들 웅(1970년 ~ )이 이어받아 운영하고 있다.

## 가족관계
한국인 아내 정순남과의 사이에 망절용, 망절웅 형제 등 2남 2녀를 두었으며 두 아들 역시 농업에 종사하고 있다.

## 수상이력
- 2000년 새 농민상 본상 / 대통령상
- 2001년 양산시 신지식인 1호
- 2005년 제11회 세계농업기술상
- 2008년 제2회 농협 문화복지대상 최우수 농가 부문